# 郅惲
郅恽（?—?），字君章，汝南郡西平县（今河南省舞阳县东南）人，东汉经学家。

## 生平
郅恽年幼丧母，居丧过礼。后研究《韩诗》、《严氏春秋公羊传》，明天文历法。王莽时，据天象，依谶纬，预言刘氏当再受命，劝逯並学习伊尹辅佐商汤，逯並征召郅恽为吏，郅恽认为自己是傅说、管仲之才，耻于为吏。地皇元年（20年）郅恽诣阙上书，以天象示警劝说王莽将帝位归还汉室，退居臣列，以顺天人之意。王莽见奏大怒，下令将郅恽逮捕，关入诏狱。次年遇到大赦，得以释放。南逃隐居到湖南苍梧山。汉光武帝即位以后，连征不起。建武三年（27年），积弩将军傅俊东征扬州，召为麾下将兵长史。当时军士荡无纪律，所在虏掠，郅恽劝强弩将军傅俊整饬军纪，建议戢抚士兵，于是百姓服从，所向全部攻克。建武七年（31年），傅俊还京，想要论功行赏。郅恽耻以军功取位，辞归乡里。郅恽为友人董子张报杀父之仇，带领宾客在路上拦截仇人，将其杀死后，到县廷投状自首，对县令说：“为友报仇，吏之私也。奉法不阿，君之义也。亏君以生，非臣节也。”入狱后，县令根据儒学经义，将郅恽释放。汝南郡太守欧阳歙任命他为功曹。
郅恽后客居江夏教授，郅恽从郑敬隐于弋阳山中数十日，学不会钓鱼，对郑次都喟叹：“天生俊士为民，不能与鸟兽同群。你怎么样，是跟我去为伊尹呢，还是像许巢那样远离尧舜？”郑次都说：“我老了，怎么能跟你去呢。你自己好自为之吧。”郅恽于是投竿出仕，举孝廉为郎，为洛阳上东城门候。教授皇太子刘彊《韩诗》，侍讲殿中。其为人勇于任事，多次上忤君主重臣。可出则出，可隐则隐，忠正刚直。皇后郭圣通被废，劝太子隐退侍奉母亲，官至长沙郡太守。著书八篇。

## 後代
- 子郅寿，東漢尚書僕射。
- 孫郅元義，郅寿子。[1]
- 孫郅伯夷。[2]
- 曾孫郅朗，郅元義子。[1]

## 延伸阅读
[在维基数据编辑]
 《後漢書·卷29》，出自范晔《後漢書》
 《東觀漢記》